# En avant les Chinois !
En avant les Chinois ! est une revue d'Eugène Labiche et Alfred Delacour, créée au théâtre du Palais-Royal le 24 décembre 1858.
Elle a paru aux éditions Librairie nouvelle.

## Distribution de la création
| Rôle                | Acteur             |
| ------------------- | ------------------ |
| Tchikuli            | Hyacinthe          |
| L'Homme-canon       | Gil-Pérès          |
| Citrouillard        | Ravel              |
| Neptune             | Étienne Pradeau    |
| Œdipe Roi           | Étienne Pradeau    |
| Un pacha            | Kalekaire          |
| Farinard, boulanger | Luguet             |
| Suzanne             | Luguet             |
| Une Anglaise        | Brasseur           |
| Jean Leblanc        | Brasseur           |
| Le petit Paul       | Lassouche          |
| L'Étrangleur        | Grassot            |
| Fleur-de-thé        | Félicia Thierret   |
| Paris               | Mlle Madeline      |
| Péko                | Mlle Irma          |
| Pékina              | Élisa Deschamps    |
| Bengali             | Mlle Lilia         |
| Zuléma              | Mlle Dubouchet     |
| Fatmé               | Mlle Nella         |
| Ourika              | Mlle Dubreuil      |
| Haydée              | Mlle Mathilde      |
| Un pâtissier        | Hortense Schneider |
| Marguerite          | Hortense Schneider |
| Fanfan la Tulipe    | Marie Cico         |